# Catwoman (datorspel)
Catwoman är ett actionäventyrsspel baserat på 2004 års film med samma namn, som i sin tur är baserad på seriefiguren med samma namn. Titelfiguren liknar filmens ledande skådespelerska Halle Berry, medan figurens röst levereras av skådespelerskan Jennifer Hale.

### Fotnoter
1. ↑  ”EA bags Catwoman” (på engelska). Eurogamer.net. https://www.eurogamer.net/articles/news300104catwoman. Läst 31 juli 2018.
2. ↑  ”Jennifer Hale on Twitter”. Twitter. https://twitter.com/jhaletweets/status/486958270251143168. Läst 31 juli 2018.
3. ↑  ”Catwoman - GBA - Review - GameZone” (på amerikansk engelska). GameZone. 4 maj 2012. https://www.gamezone.com/reviews/catwoman_gba_review/. Läst 31 juli 2018.
4. ↑  ”Catwoman Review - GameCube”. 9 januari 2009. Arkiverad från originalet den 9 januari 2009. https://web.archive.org/web/20090109180237/http://gamecube.gamezone.com/gzreviews/r23543.htm. Läst 31 juli 2018.
5. ↑  ”Game Informer Online”. 17 september 2009. Arkiverad från originalet den 17 september 2009. https://web.archive.org/web/20090917005437/http://www.gameinformer.com/NR/exeres/9BCB9B71-11CE-4F87-A538-94569A8C58E1.htm. Läst 31 juli 2018.